# Spanische Männer-Handballnationalmannschaft (Jugend)
Die spanische Männer-Handballnationalmannschaft (Jugend) (selección española juvenil) ist die von der königlichen spanischen Handballföderation (Real Federación Española de Balonmano, RFEBM) aufgestellte Nationalauswahl Spaniens für Nachwuchsspieler der Altersklasse Jugend.

## DefinitionJuniorenundJugend
Die Jugendauswahl steht altersmäßig unterhalb der Juniorenauswahl und der A-Nationalmannschaft.
Da sich die Leistungsfähigkeit von Sportlern altersabhängig unterscheidet, wird eine Klasseneinteilung vorgenommen. Unterhalb der Erwachsenenklasse Senioren (absoluta selección) werden die Sportler abhängig vom Geburtsjahr Altersklassen zugeteilt. Im deutschen Sprachraum wird dabei der Buchstabe U (steht für unter) vor das jeweilige Alter gesetzt. Die Junioren (júnior selección) und Jugend (juvenil selección) genannten Sportler treten in den Altersklassen U 21 (unter 21 Jahren) und U 19 (unter 19 Jahren) an. Da für die Einteilung das Geburtsjahr ausschlaggebend ist, können die Sportler ihre Klassenzugehörigkeit während einer Saison beibehalten.
Beispiele: An den U-21-Wettbewerben im Jahr 2018 durften Spieler der Geburtsjahrgänge 1998 und 1999 teilnehmen. An den U-19-Wettbewerben des Jahres 2018 durften Spieler der Geburtsjahrgänge 2000 und 2001 teilnehmen.
Da die Altersklassen jeweils nur zwei Jahre behalten werden, ist die Fluktuation weit größer als bei den Erwachsenenauswahlen.

## Spiele
Die Jugendauswahlen (selección española juvenil) bestritten bis Oktober 2022 über 500 Spiele. Das erste Spiel fand 1987 gegen eine rumänische Auswahl statt.

## Erfolge
Spanische Jugendmannschaften gewannen folgende große Wettbewerbe:
- U-18-Europameisterschaft 1994
- U-18-Europameisterschaft 2022
- U-19-Weltmeisterschaft 2023

### Rekordspieler (nach Spielen)
| Platz | Spieler          | Spiele | Tore | Position | Zeitraum  |
| ----- | ---------------- | ------ | ---- | -------- | --------- |
| 01    | Eloy Felez       | 55     | 063  | RM       | 2005–2007 |
| 01    | Rodrigo Corrales | 55     | 0    | TW       | 2007–2009 |
| 03    | Joel Jiménez     | 53     | 041  | RL       | 2007–2009 |
| 04    | Aitor Ariño      | 51     | 139  | LA       | 2009–2011 |
| 05    | Ignacio Plaza    | 50     | 110  | KL       | 2010–2013 |
| 05    | Alberto Requena  | 50     | 096  | RR       | 2006–2007 |
| 07    | José Carrillo    | 48     | 074  | LA       | 2007–2009 |
| 07    | Ander Ugarte     | 48     | 072  | KL       | 2007–2009 |
| 09    | Jorge Maqueda    | 47     | 222  | RR       | 2005–2007 |
| 09    | Alberto Miralles | 47     | 175  | RA       | 2007–2009 |
| 09    | Juan del Arco    | 47     | 110  | RL       | 2001–2003 |
| 09    | Ignacio Moya     | 47     | 011  | TW       | 2006–2007 |

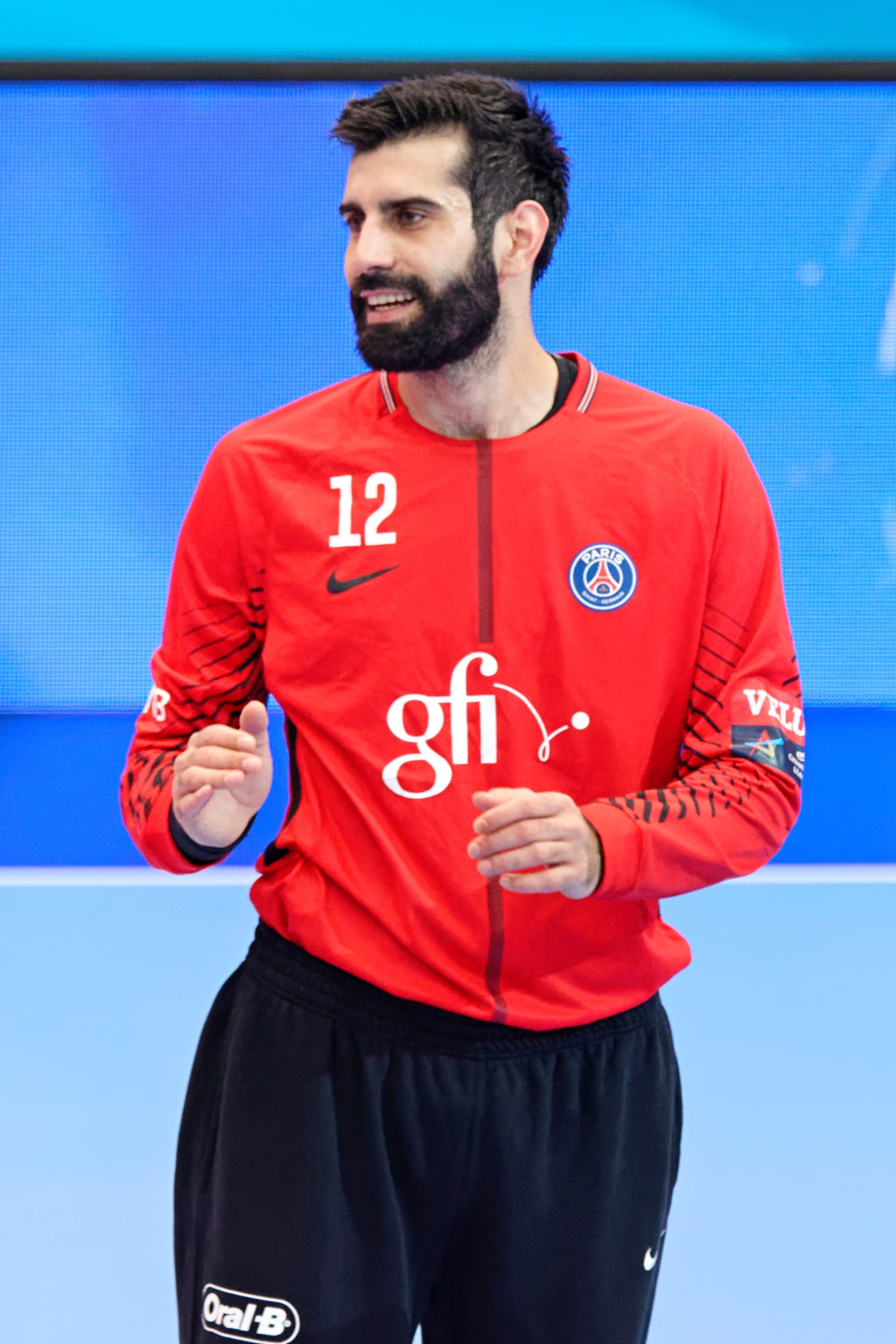
Rodrigo Corrales ist einer der Rekordspieler der RFEBM-Jugendauswahl

Von diesen zwölf Rekordspielern wurden Eloy Felez, Joel Jiménez, Ignacio Plaza, Alberto Requena, José Carrillo, Ander Ugarte, Alberto Miralles und Ignacio Moya nie in der A-Auswahl eingesetzt.

### Rekordspieler (nach Toren)
| Platz | Spieler          | Spiele | Tore | Position | Zeitraum  |
| ----- | ---------------- | ------ | ---- | -------- | --------- |
| 01    | Jorge Maqueda    | 47     | 222  | RR       | 2005–2007 |
| 02    | Ian Tarrafeta    | 33     | 204  | RM       | 2016–2017 |
| 03    | Alex Dujshebaev  | 38     | 203  | RR       | 2009–2011 |
| 04    | Javier Humet     | 34     | 109  | RR       | 2007–2009 |
| 05    | Eloy Felez       | 55     | 063  | RM       | 2005–2007 |
| 06    | Mamadou Diocou   | 45     | 182  | RA       | 2016–2018 |
| 07    | Alberto Miralles | 47     | 175  | RA       | 2007–2009 |
| 08    | Petar Cikusa     | 37     | 167  | RM       | 2021–2023 |
| 09    | Adrià Figueras   | 32     | 160  | KL       | 2005–2006 |
| 10    | Xavier González  | 40     | 157  | RA       | 2021–2023 |

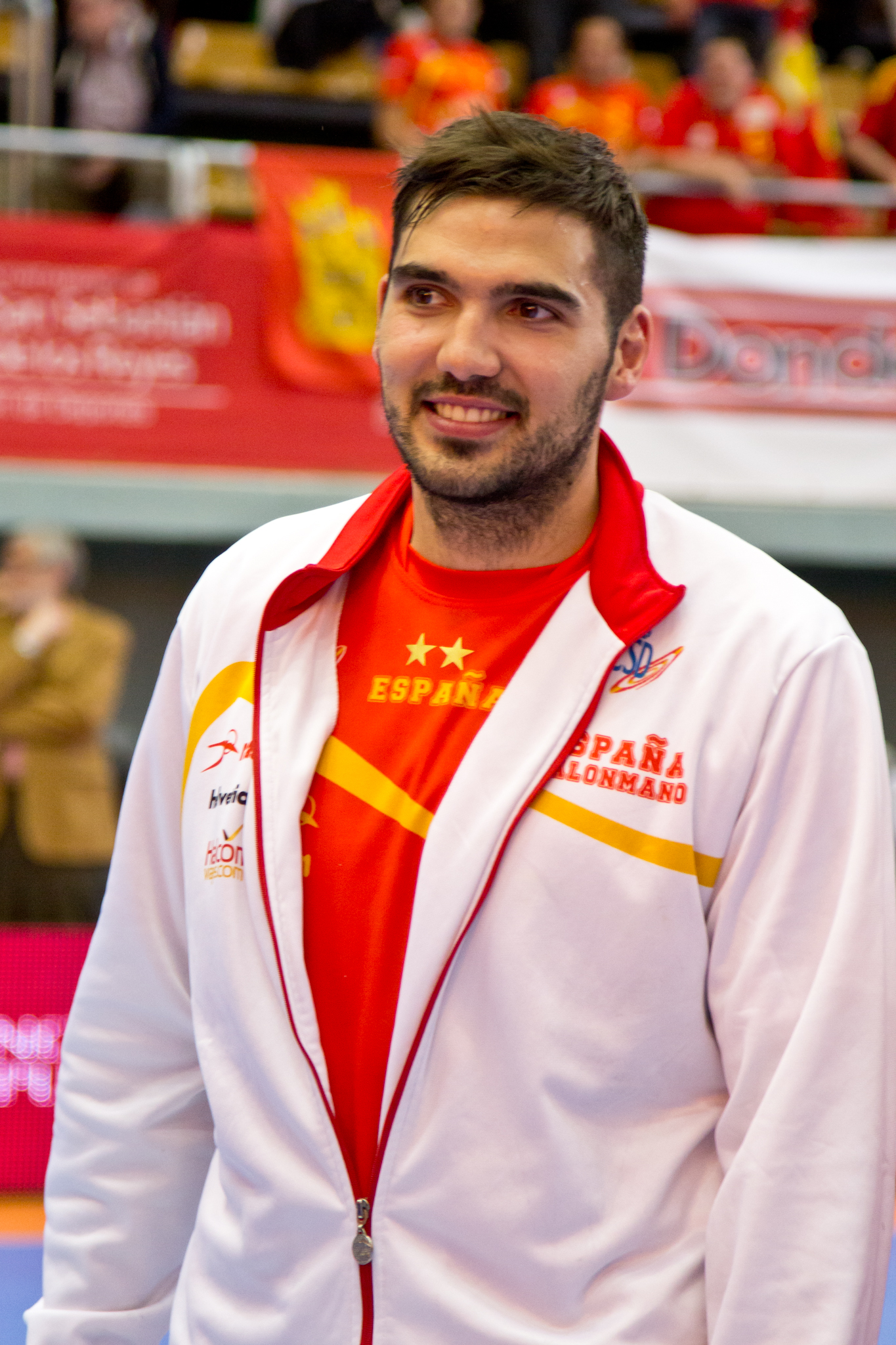
Jorge Maqueda ist einer der Rekordtorschützen der RFEBM-Jugendasuwahl

Von diesen zehn Rekordspielern wurden Eloy Felez, Mamadou Diocou und Alberto Miralles nie in der A-Auswahl eingesetzt. Javier Humet spielte in der A-Auswahl Rumäniens. Xavier González ist derzeit noch Juniorennationalspieler.

## Wettbewerbe

### Weltmeisterschaft der Jugend (U 19)
Die U-19-Weltmeisterschaften (Campeonato Mundial de Balonmano Masculino Juvenil) werden seit 2005 grundsätzlich alle zwei Jahre ausgetragen.
Die spanische juvenil selección nahm mit nachstehend aufgeführten Ergebnissen teil:
| Jahr | Land           | Teams                                             | Platz                                             | Mannschaft | Trainer                                           | Anmerkungen                                                                          |
| ---- | -------------- | ------------------------------------------------- | ------------------------------------------------- | --- | ------------------------------------------------- | ------------------------------------------------------------------------------------ |
| 2005 | Katar          | 10                                                | nicht teilgenommen                                | nicht teilgenommen | nicht teilgenommen                                | nicht teilgenommen                                                                   |
| 2007 | Bahrain        | 16                                                | 07.                                               | Eloy Felez, Alberto José Requena, Ignacio Moya, Jorge Maqueda, … | ?                                                 | –                                                                                    |
| 2009 | Tunesien       | 20                                                | 06.                                               | Joel Jiménez, José Carrillo, Ander Ugarte, Alberto Miralles, Javier Humet, Aitor Ariño, Iosu Goñi, Rodrigo Corrales, … | ?                                                 | Rodrigo Corrales wurde bester Torwart des Turniers.                                  |
| 2011 | Argentinien    | 20                                                | 02.                                               | Alex Dujshebaev, Aitor Ariño, Ignacio Plaza, Alejandro Costoya, Aitor Ariño, … | ?                                                 | Aitor Ariño und Ignacio Plaza wurden in das All-Star-Team gewählt.                   |
| 2013 | Ungarn         | 24                                                | 04.                                               | Ignacio Biosca, Miguel Sánchez-Migallón, Oriol Rey, Ignacio Plaza, Alejandro Márquez, Arnau García, Adrián Fernández, Diego Piñeiro, Guillem Lozano, David Garcia, Gerard Carmona, Edgar Pérez, Marc Guàrdia, Mario Lopez, Jon Azkue                                        | Isidoro Martínez                                  | Ignacio Plaza wurde in das All-Star-Team gewählt.                                    |
| 2015 | Russland       | 24                                                | 04.                                               | Alejandro Moron, Antonio Bazán, Daniel Dujshebaev, Chema Márquez, Josep Folqués, Francisco Castro, David Fernández, José Oliver, Asier Nieto, Xoan Ledo, Rubén Río, Kauldi Odriozola, Ander Torriko, Jaime Fernández, Mikel Martínez, Borja Méndez                          | Alberto Suárez                                    | Xoan Ledo und Daniel Dujshebaev wurden in das All-Star-Team gewählt.                 |
| 2017 | Georgien       | 24                                                | 02.                                               | Antonio Sario, Pau Navarro, Adrián Torres, Álvaro Cabello, Antonio Serradilla, Kilian Ramirez, Mamadou Diocou, Mikel Amilibia, David Soriano, Eneko Goenaga, Sergi Franco, Ian Tarrafeta, Gonzalo Pérez, Mikel Zabala, Adrià Martínez, Pol Valera                           | Alberto Suárez                                    | Ian Tarrafeta wurde in das All-Star-Team gewählt.                                    |
| 2019 | Nordmazedonien | 24                                                | 07.                                               | Marcos Aguilella, Sergi Alá, Ángel Basualdo, Alberto Díaz, Daniel Fernández, Óscar García, Ernesto Goñi, Ander Izquierdo, Domingo Luís, Alberto Martín, Isidoro Martínez, Juan Palomino, Àlex Pascual, Jorge Pérez, Álvaro Preciado, David Roca, Roberto Rodríguez          | Alberto Suárez                                    | Roberto Rodríguez war sechstbester Torwart.                                          |
| 2021 | Griechenland   | Das Turnier fiel wegen der COVID-19-Pandemie aus. | Das Turnier fiel wegen der COVID-19-Pandemie aus. | Das Turnier fiel wegen der COVID-19-Pandemie aus. | Das Turnier fiel wegen der COVID-19-Pandemie aus. | Das Turnier fiel wegen der COVID-19-Pandemie aus.                                    |
| 2023 | Kroatien       | 32                                                | 01.                                               | Pol Amores, Álvaro Pérez, Carlos Ocaña, Ferran Castillo, Jokin Aja, Djordje Cikusa, Víctor Romero, Pablo Herrero, Ezequiel Conde, Ian Barrufet, Alejandro Pisonero, Pablo Guijarro, Petar Cikuša, Josu Arzoz, Xavier González, Alberto Delgado, José María Fernández-Martos | Javier Fernández, Alejandro Mozas                 | Víctor Romero, Xavier González und Álvaro Pérez wurden in das All-Star-Team gewählt. |
| 2025 | Slowenien      | 32                                                | ?                                                 | ? | ?                                                 | –                                                                                    |

### Europameisterschaft der Jugend (U 18)
Die U-18-Europameisterschaften (Campeonato Europeo de Balonmano Masculino Sub-18 bzw. Campeonato Europeo de Balonmano Masculino Juvenil) werden seit 1992 grundsätzlich alle zwei Jahre ausgetragen.
Die spanische juvenil selección nahm mit nachstehend aufgeführten Ergebnissen teil:
| Jahr   | Land                   | Teams                                             | Platz                                             | Mannschaft | Trainer                                           | Anmerkungen |
| ------ | ---------------------- | ------------------------------------------------- | ------------------------------------------------- | --- | ------------------------------------------------- | --- |
| 1992   | Schweiz                | 8                                                 | 03.                                               | Juancho Pérez, Jesús Fernández, … | ?                                                 | – |
| 1994   | Israel                 | ?                                                 | 01.                                               | David Davis, Vicente Álamo, Alberto Entrerríos, Manuel Colón, Jorge Martínez, … | ?                                                 | – |
| 1997   | Estland                | 12                                                | 08.                                               | Rubén Garabaya, José Manuel Sierra, … | ?                                                 | – |
| 1999   | Portugal               | 12                                                | 02.                                               | Carlos Prieto, Iker Romero, Raúl Entrerríos, Chema Rodríguez, Santiago Urdiales, … | ?                                                 | – |
| 2001   | Luxemburg              | nicht teilgenommen                                | nicht teilgenommen                                | nicht teilgenommen | nicht teilgenommen                                | nicht teilgenommen |
| 2003   | Slowakei               | nicht teilgenommen                                | nicht teilgenommen                                | nicht teilgenommen | nicht teilgenommen                                | nicht teilgenommen |
| 2004   | Serbien und Montenegro | nicht teilgenommen                                | nicht teilgenommen                                | nicht teilgenommen | nicht teilgenommen                                | nicht teilgenommen |
| 2006   | Estland                | 16                                                | 05.                                               | Eloy Felez, Alberto José Requena, Ignacio Moya, Jorge Maqueda, … | ?                                                 | – |
| 2008   | Tschechien             | 16                                                | 06.                                               | Carlos Molina, Joel Jiménez, José Carrillo, Ander Ugarte, Alberto Miralles, Javier Humet, Álvaro Ruiz, Gonzalo Pérez de Vargas, Rodrigo Corrales, … | ?                                                 | – |
| 2010   | Montenegro             | 16                                                | 02.                                               | Juanjo Fernandez, Víctor Sáez, Jaime González, Alex Dujshebaev, Alejandro Costoya, Aitor Ariño, Ignacio Plaza, … | ?                                                 | Víctor Sáez wurde in das All-Star-Team gewählt, Juanjo Fernandez wurde als bester Verteidiger ausgezeichnet.          |
| 2012   | Österreich             | 16                                                | 04.                                               | Diego Piñeiro, … | ?                                                 | Diego Piñeiro wurde in das All-Star-Team gewählt.                                                                     |
| 2014   | Polen                  | 16                                                | 03.                                               | Juan Cabada de Dios, Samuel Gómez, Antonio Bazán, Daniel Dujshebaev, Josep Folqués, Agustín Casado, Francisco Castro, David Fernández, Aleix Gómez, Juan Muñoz de la Peña, Xoan Ledo, Rubén Río, Kauldi Odriozola, Jaime Fernández, Roman Pedreira, Víctor Gutiérrez                        | Daniel Sánchez-Nieves                             | Jaime Fernández und Kauldi Odriozola wurden in das All-Star-Team gewählt.                                             |
| 2016   | Kroatien               | 16                                                | 06.                                               | Juan Sarió, Antonio Serradilla, Victor Deco, Rolando Uríos, David Estepa, Kilian Ramirez, Mamadou Diocou, Mikel Amilibia, Martí Villòria, Eneko Goenaga, Natan Suárez, Ian Tarrafeta, Gonzalo Pérez, Jaime Gallardo, Guillem Herms, Gonzalo Feijoo                                          | Daniel Sánchez-Nieves                             | Ian Tarrafeta wurde in das All-Star-Team gewählt. Ian Tarrafeta war mit 58 Toren zudem der beste Werfer des Turniers. |
| 2018   | Kroatien               | 16                                                | 05.                                               | Alberto Martín, Rubén Fernández, Óscar García, Mamadou Diocou, Pau Ferré, Eduardo Calle, Domingo Luís, Jorge Pérez, Juan Palomino, David Roca, Alex Pascual, Ander Izquierdo, Isidoro Martinez, Álvaro Preciado, Marcos Aguilella, Roberto Rodríguez                                        | Daniel Sánchez-Nieves                             | – |
| 2020   | Slowenien              | Das Turnier fiel wegen der COVID-19-Pandemie aus. | Das Turnier fiel wegen der COVID-19-Pandemie aus. | Das Turnier fiel wegen der COVID-19-Pandemie aus. | Das Turnier fiel wegen der COVID-19-Pandemie aus. | Das Turnier fiel wegen der COVID-19-Pandemie aus.                                                                     |
| 2021 1 | Kroatien               | 16                                                | 03.                                               | Pablo González, Javier Rodríguez, Daniel Virulegio, Jan Gurri, Darío Sanz de Nicolás, Julen Mugica, Daniel Serrano, Gorka Nieto, Roberto Domènech, Ignacio Salgado, Bruno Reguart, Artur Parera, Álex Lodos, Carlos Álvarez, Antonio Martínez, Arnau Fernández                              | Alejandro Mozas                                   | Javier Rodríguez wurde in das All-Star-Team gewählt.                                                                  |
| 2022   | Montenegro             | 16                                                | 01.                                               | Ferran Castillo, Petar Cikuša, Víctor Romero, Xavier González, Djordje Cikusa, Ian Barrufet, Alejandro Pisonero, Pablo Herrero, Ezequiel Conde, Jokin Aja, Óscar Grau, Jorge Barroso, Pablo Guijarro, Josu Arzoz, Pol Quiroga, Álvaro Pérez                                                 | Alejandro Mozas                                   | Xavier González und Djordje Cikusa wurden in das All-Star-Team gewählt.                                               |
| 2024   | Montenegro             | 24                                                | 08.                                               | Nicolas Giraldez, Manuel Lorenzo, Oriol San Felipe Vilarrasa, Guido Bayo, Miguel Ángel Martín, Quim Rocas, Marcos Fis Ballester, Alejandro Colón, Pol Chaves, Lucas Osorio Holanda, David Faílde, Guillem Pino Uviedo, Sergio Sánchez, Luis Juárez Fernández, José Luis Castilla, Hugo Vila | Rodrigo Reñones                                   | Hugo Vila wurde als bester Rechtsaußen in das All-Star-Team gewählt.                                                  |

### Mittelmeermeisterschaften (U 17)
Auch an den für Jugendliche ausgetragenen Mittelmeermeisterschaften nahmen spanische Auswahlen teil, teils von der selección promesas, teils der selección juveniles.
| Jahr | Gastgeber    | Teams | Platz | Mannschaft | Trainer               | Anmerkungen                                                                                        |
| ---- | ------------ | ----- | ----- | --- | --------------------- | -------------------------------------------------------------------------------------------------- |
| 2020 | Griechenland |       | 01.   | Daniel Virulegio, Javier Rodríguez, Jan Gurri, Iñigo Santa Coloma, José Lago, Daniel Serrano, Gorka Nieto, Roberto Domènech, Ignacio Salgado, Artur Parera, Marc Ferré, Bruno Reguart, Jaime Fernández, Darío Sanz, Carlos Álvarez, Pablo González | Daniel Sánchez-Nieves | |
| 2022 | Türkei       |       | 01.   | Álvaro Pérez, Carlos Ocaña, Ferran Castillo, Jokin Aja, Marko Ojeda, Djordje Cikusa, Víctor Romero, Ezequiel Conde, Ian Barrufet, Jorge Barroso, Javier Miñambres, Alejandro Díaz, Petar Cikusa, Pau Panitti, Josu Arzoz, Xavier González          | Daniel Sánchez-Nieves | |
| 2025 | Tunesien     | 11    | 01.   | William Thompson, Ruben Cardeñosa, … |                       | William Thompson wurde als bester Kreisläufer, Ruben Cardeñosa als MVP des Turniers ausgezeichnet. |

### Torneo Scandibérico
Ab 2001 nahm die Auswahl am Torneo Scandibérico teil.
| Jahr | Land     | Platz |
| ---- | -------- | ----- |
| 2001 | Norwegen | 4.    |
| 2003 | Portugal | 4.    |
| 2003 | Schweden | 3.    |
| 2004 | Spanien  | 2.    |
| 2005 | Dänemark | 2.    |
| 2006 | Portugal | 1.    |
| 2007 | Norwegen | 3.    |
| 2009 | Schweden | ?     |
| 2010 | Portugal | 1.    |
| 2011 | Dänemark | 2.    |
| 2014 | Spanien  | 4.    |
| 2016 | Schweden | 3.    |
| 2016 | Spanien  | 3.    |
| 2023 | Portugal | 1.    |